# Церковь Святого Петра (Мальмё)
Евангелическо-лютеранская церковь Святого Петра XIV века — самая старая церковь и самое древнее сохранившееся кирпичное здание города Мальмё (Королевство Швеция). Наиболее значительный памятник средневековой кирпичной готики в Скании, яркая достопримечательность древнего ганзейского города.
Церковь, посвящённая Святому Петру и Святому Павлу, построена в 1319—1380 годах на месте более старой романской постройки по образцу церкви Святой Марии в Любеке. Она была единственным приходским храмом Мальмё.
В начале XVI века церковь стала духовным центром Реформации в Дании, здесь в 1529—1541 годах служил Клаус Мортенсен, первый переводчик лютеранских гимнов на датский язык. Церковь Святого Петра стала, таким образом, одной из немногих в Северной Европе пострадавших от иконоборчества — из шестидесяти старых алтарей сохранился лишь один, а настенную роспись закрасили побелкой.
Церковь представляет собой трёхнефную базилику, центральный неф высотой 25 метров намного выше и шире боковых, он хорошо освещён боковыми окнами, вытянутыми по вертикали. Колокольня храма высотой 98 метров, квадратная в плане, несколько раз перестраивалась, свой нынешний вид со шпилем она получила лишь в 1890 году. Три боковых капеллы были пристроены в конце XV — начале XVI века. Капелла Святого Георгия, называемая также Капеллой торговцев, построена торговцами тканями Мальмё. Это единственное место, где сохранились дореформационные фрески на религиозные и светские темы, полностью покрывающие как стены, так и сводчатый потолок капеллы, а также гербы средневековых купеческих гильдий.
Четырёхъярусный ренессансный алтарь высотой 15 метров из состаренного дуба с позолотой — один из крупнейших в Скандинавии — был завершён к 1611 году. На алтаре картины местного художника Питера Хартмана — Тайная вечеря, Распятие и Вознесение Христово. Кафедра 1599 года из черного известняка и светлого песчаника сделана по образу кафедры Лундского собора. На полу и стенах церкви Святого Петра множество надгробий разной степени сохранности, по большей части относящихся к XVII—XVIII векам.